# باغچه (میامی)
باغچه (شاهرود)، روستایی از توابع بخش کالپوش شهرستان شاهرود در استان سمنان ایران است.

## جمعیت
این روستا در دهستان رضوان قرار دارد و براساس سرشماری مرکز آمار ایران در سال ۱۳۸۵، جمعیت آن ۱٬۵۴۹ نفر (۴۱۲خانوار) بوده‌است.